# Cucut formiguer barrat
El cucut formiguer barrat (Neomorphus radiolosus) és una espècie d'ocell de la família dels cucúlids (Cuculidae) que habita la selva humida del sud-oest de Colòmbia i nord-oest de l'Equador.